# Christine Marin
Christine Marin est une femme politique française née le 9 avril 1951 à Feignies. Membre de l'UMP, elle est maire de Jeumont jusqu'en 2008 et occupe un mandat de députée de la 23e circonscription du Nord de 2007 à 2012.
Elle est battue aux élections municipales de 2008 au premier tour par un candidat PS, Benjamin Saint-Huile, âgé de 24 ans, qui crée la surprise et qui devient ainsi le plus jeune maire de France d'une ville de plus de 10 000 habitants.

## Mandat
- 2007 - 2012 : Député du Nord de la vingt-troisième circonscription du Nord
- Conseillère municipale de Jeumont (Nord)

## Anciens mandats locaux
- 1998 - 2007 : Membre du conseil régional du Nord-Pas-de-Calais
- 18/06/1995 - 16/03/2008 : Maire de Jeumont (Nord)
- 25/09/1996 - 16/03/2008 : Vice-Présidente de l'Agglomération Maubeuge-Val de Sambre